# Svirlag
Le Svirlag était un complexe de camps de travail, géré par le Goulag. Il tire son nom du Svir, un cours d'eau du nord-ouest de la Russie, et se trouve près de Lodeïnoïe Pole, à 250 km au nord-est de Leningrad. 
Dans l'URSS de Staline, le Svirlag approvisionne Leningrad en bois de chauffage.